# Zecco
Zecco là một tổng của tỉnh Nahouri ở đông nam Burkina Faso. Thủ phủ của tổng này là thị xã Zecco.

## Các thị xã và các làng
Barré, Bourouma, Garwendé, Gonré, Guian, Konkoa, Niouabié, Songo, Zecco-Yarcé và Zélégo.